# Isdalskvinnan

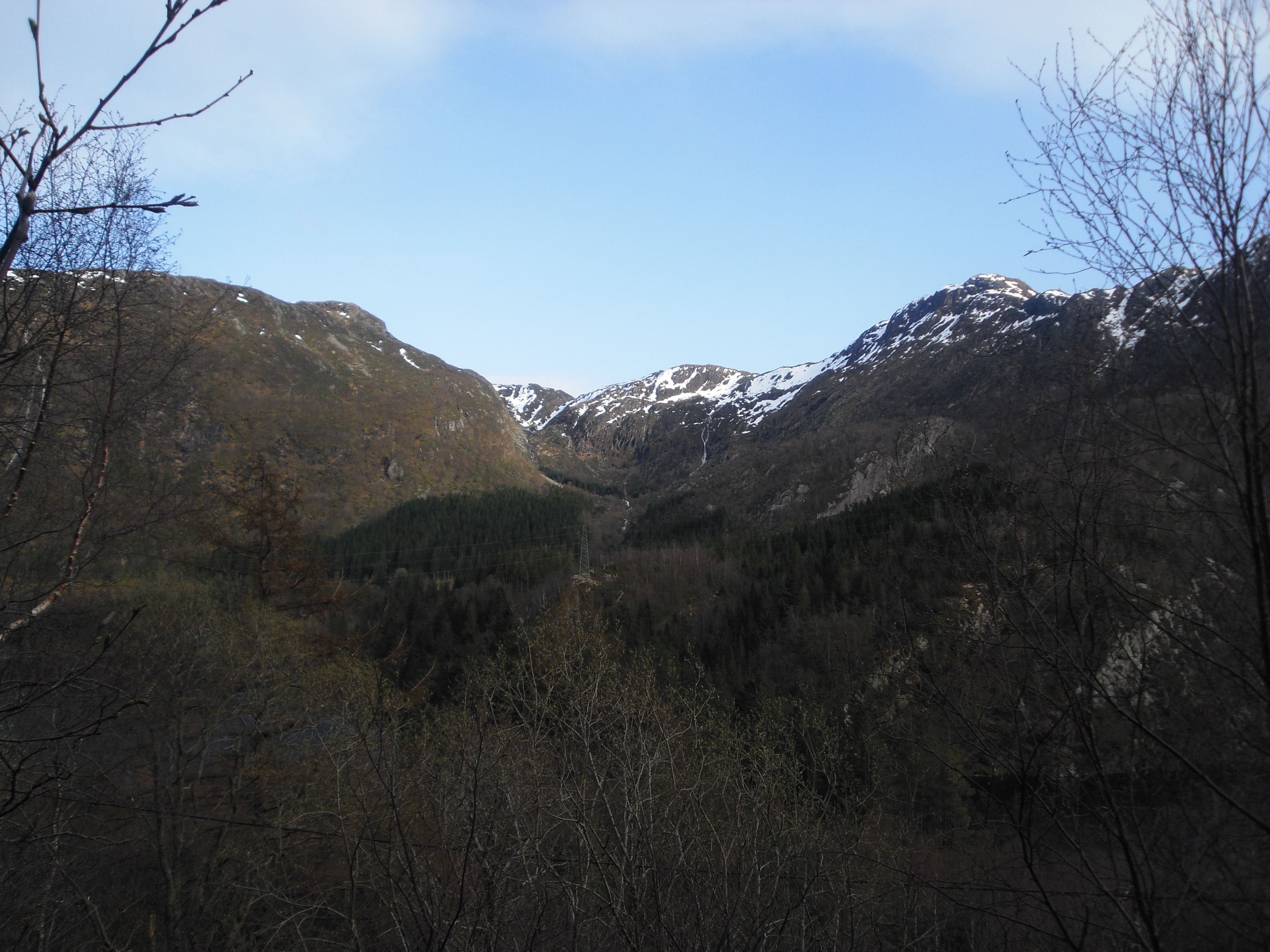
Isdalen där den döda kvinnan påträffades.

Isdalskvinnan (norska Isdalskvinnen) är en kropp efter en oidentifierad kvinna som påträffades i Isdalen i Norge den 29 november 1970. Kroppen, som delvis var bränd, hittades av en vandringsgrupp.
Kvinnan var 164 cm lång och hon antas att ha varit född på 1930-talet. Hennes kroppsbyggnad var slank. Hon hade brunt hår och bruna ögon.. 
Bredvid kvinnans kropp hittade polisen också krypterade dagboksanteckningar och förfalskade identitetshandlingar. Alla kännetecken på dessa ting hade raderats, antagligen för att försvåra identifiering. Kvinnans identitet och resmål förblir okända. Lokal polis utgick från att kvinnan var katolik och hon fick en katolsk begravning den 5 februari 1971.
Bevis pekar på att kvinnan antagligen var spion. Enligt en rapport från Norges försvarsmakt visar att kvinnans resplan och rörelser motsvarar de hemliga testerna av Penguin-robotar.

## Utredningen
Polisen spårade kvinnan till två resväskor som hittades på järnvägsstationen i Bergen. Alla klädesplagg hade etiketter systematiskt borttagna och man hittade endast fragment av fingeravtryck. En receptbelagd fuktighetskräm hittades också, men läkarens namn och datum var borttaget. I fodret på en av väskorna hittades cirka 500 tyska mark. Fragment av ett fingeravtryck hittades på ett par krossade glasögon, men avtrycket var inte tillräckligt tydligt för att identifieras. Analysen stärkte dock polisens teori om att det tillhörde den avlidna kvinnan. Polisen lät ta fram en fantombild baserad på vittnesbeskrivningar och analyser av kroppen, och bilden publicerades i medier. Kvinnan efterlystes via Interpol i flera länder.
Polisen upptäckte så småningom att kvinnan hade rest runt i Norge och Europa med nio olika identiteter: Genevieve Lancier, Claudia Tielt, Vera Schlosseneck, Claudia Nielsen, Alexia Zarna-Merchez, Vera Jarle, Finella Lorck och Elisabeth Leenhouwer. Alla identiteterna var falska. Enligt vittnesmål använde kvinnan olika peruker, och i väskan hittades kodade dagboksanteckningar. Koderna knäcktes senare av polisen, som menade att de var initialer för platser kvinnan hade besökt vid olika tillfällen.
Kvinnans tänder undersöktes noggrant vid obduktionen, och utförandet av tandvården tydde på att hon varit hos tandläkare i Östeuropa. Kvinnan hade totalt 11 guldbelagda tänder: en guldkrona och palatinal påbyggnad i första kvadranten, två onlay och en palatinal påbyggnad i andra kvadranten, en fyrledsbro i tredje kvadranten och en guldkrona med onlayförlängning i fjärde kvadranten.
Vittnen berättade att kvinnan talade flera språk: franska, tyska, engelska och flamländska. Hon hade bott på flera hotell i Bergen. Vid upprepade tillfällen bytte hon hotellrum efter incheckning eftersom hon inte ville ha rum med balkong. I de papper hon undertecknade vid incheckning uppgav hon handelsresande som yrke och vid ett tillfälle antikvitetssamlare.
Efter att ha hittat kvinnans väskor samarbetade polisen med stadens främsta textilhandlare för att kartlägga Isdalskvinnans klädstil. Det konstaterades att kvinnan hade en något utmanande stil med inslag av italiensk smak. Vittnen påpekade att hon hade en något vickande gångstil.
Tidigt i utredningen kom polisen i kontakt med en italiensk fotograf som gett kvinnan lift och ätit middag med henne på Alexandra gästgiveri i Loen. Italienaren hade tidigare samma år haft en nedlagd våldtäktsanmälan i sitt register. Ett av hans vykort, som såldes över hela Norge, hittades i kvinnans bagage. Fotografen påstod att kvinnan sagt att hon kom från en liten stad norr om Johannesburg i Sydafrika, och att hon reste halva året för att se vackra platser. Förhören ledde dock inte till några nya uppgifter om kvinnans identitet.
Den sista observationen av den förmodade Isdalskvinnan skedde när hon checkade ut från rum 407 på hotell Hordaheimen. Hon betalade kontant och blev sedan hämtad av en taxi. Signalementet som uppgavs var 30–40 år gammal, 164 cm lång, breda höfter, små ögon och ett vackert utseende. Hotellpersonalen berättade att hon höll sig mycket på sitt rum och verkade vaksam. En annan hotellgäst uppgav att hon rökte cigarettmärket South State.
Ett vittne berättade att hon hört kvinnan prata med en man tvärs över korridoren på ett hotell i Bergen. "Ich komme bald" ("Jag kommer snart"), ska kvinnan ha sagt.

## Hypoteser
Den pensionerade polismannen Asbjørn Bryhn informerade pressen 1976 om sin hypotes. Han trodde att kvinnan kunde ha varit del av en checkbedrägeriliga. År 1972 arresterades två sydamerikaner för checkbedrägeri i Bergen. Även de använde falska identiteter. Hypotesen blev hånad, och pressen spekulerade i att Bryhn medvetet försökte vilseleda allmänheten på uppdrag av POT (norska säkerhetspolisen).
Kvinnans mystiska aktiviteter har lett till att den mest välkända hypotesen kopplar henne till spionage under kalla kriget, där information om marin aktivitet vid militärbasen Haakonsvern varit en röd tråd. Att kvinnan haft nio olika pass, alla falska, tyder på att hon hade ett mycket professionellt nätverk bakom sig. Polisen fick tips om att en av KGB:s chefer anlände till flygplatsen Værnes i Stjørdal kommun, strax utanför Trondheim, bara tio minuter efter Isdalskvinnan landat. KGB-chefen återvände mystiskt nog till Ryssland samma dag, bara några timmar senare.
Lokalpressen spekulerade också i om kvinnan kunde ha varit en israelisk avhoppare som eliminerats av sina egna.
Polismästaren i Bergen, Oskar Hordnes, uteslöt konsekvent att något brott hade begåtts. Han och polisen avvisade pressens spekulationer och drog slutsatsen att kvinnan begått självmord. Hypotesen var att kvinnan hade tagit tabletter med sövande biverkningar, hällt bensin över sig och tänt på.

## Nyare forskning
Den 1 november 2016 lyckades Folkehelseinstituttet i Oslo isolera DNA från gamla vävnadsprover från Isdalskvinnan. Av 26 markörer som skulle testas saknades endast två eller tre. Materialet skickades till rättsmedicinska institutet vid universitetet i Innsbruck, där Walther Parson och hans team arbetat med det sedan januari 2017. I maj 2017 kom teamet fram till sin slutsats: DNA:t matchade inte personer från Asien, Mellanöstern, Afrika eller Sydamerika. Provet kom med största sannolikhet från en person med europeiskt ursprung och föräldrar från Europa.
Kriminaltekniska avdelningen vid KRIPOS, sektionen för brand och kemi, genomförde olika undersökningar av tänderna från Isdalskvinnans käke, som förvarades på Haukeland sjukhus. Syftet var att fastställa hennes geografiska ursprung. De mest betydelsefulla resultaten kom från isotopsammansättningen i tandemaljen. Universitetet i Bergen analyserade strontium- och syreisotoperna för KRIPOS. Strontiumisotoper varierar beroende på var man befunnit sig och vad man ätit, medan syreisotoper säger mer om dricksvattnet där man vuxit upp. Resultaten tolkades vid University of Canberra i Australien. Isotoperna i en tand från tidig barndom och två tänder från tonåren analyserades. Slutsatsen var att kvinnan kan ha tillbringat sina första levnadsår i sydöstra Tyskland. Därefter kan hon ha flyttat västerut och tillbringat tonåren i Lorraine-regionen i nordöstra Frankrike, vid gränsen till Luxemburg och Västtyskland.
Denna slutsats överensstämmer med handstilsanalyser utförda av KRIPOS, som pekar på att Isdalskvinnan fått sin skrivutbildning i Frankrike, Belgien eller ett annat fransktalande land.

## Fallet preskriberat
Polisrapporten beskrev aldrig kvinnans förehavanden i Bergen, borttagningen av spårbara märken på kläder och tillhörigheter, hennes identiteter eller resevanor. Det blev heller aldrig klart varför hon aldrig blev anmäld som saknad.
Isdalskvinnan begravdes den 5 februari 1971 på Møllendal i Bergen i en anonym grav. Kistan var zinkfodrad för att eventuella anhöriga lättare skulle kunna identifiera henne. Det finns fortfarande möjlighet att spåra DNA till levande släktingar.
År 1995 hade fallet varit olöst i 25 år och blev preskriberat, vilket innebär att en eventuell gärningsperson inte längre kan straffas för brottet.